# 모두 다 김치
《모두 다 김치》는 2014년 4월 7일부터 2014년 10월 31일까지 방영된 MBC 아침 드라마다.

## 줄거리
배신과 좌절이 주는 아픔을 이겨내기 위해 김치 하나에 승부를 건 한 여자의 사랑과 성공 과정을 그린 드라마.

## 등장 인물
(†) 표시는 드라마 상에서 최종적으로 사망한 인물이다.

### 주요 인물
- 김지영(유하은) : 이 드라마의 여주인공. 김치 회사 사장, 식당 사장 동준의 전처
- 김호진(신태경) : 이 드라마의 남주인공. 하늘 농원 경영
- 원기준(임동준)(†) : 이 드라마의 메인 빌런이자 준 최종 보스. 태강그룹 상무, 하은의 전남편 → 현지의 현남편. 변호사
- 차현정(박현지) : 이 드라마의 만악의 근원이자 최종 보스. 동준의 현 아내

### 유하은 가족
- 이효춘(나은희) : 하은의 어머니
- 윤혜경(유지은) : 하은의 동생, 세찬의 아내
- 서성광(장세찬) : 지은의 남편

### 박현지 가족
- 노주현(박재한) : 현지의 아버지, 선영의 남편
- 이보희(지선영 여사) : 현지의 어머니, 재한의 아내

### 임동준 가족
- 명지연(임수진)
- 최지원(임다율)

### 태경 사무실 사람들
- 송아영(공하늘)
- 박동빈(배용석)
- 이웅희(알타리)
- 장재원(배훈)

### 그 외 인물
- 정현남(박현지 비서)
- 박초은(정은애)
- 노수람(이미숙)
- 민준현(동료 변호사)
- 백민(서울 강남경찰서 이수호 형사)
- 전정로(김기사)
- 이두경(사채업자)

### 알 수 없는 인물
- 허성태, 김영석

### 특별출연
- 공형진(강세훈)
- 황동주(주현도)
- 박시은(한윤진)
- 홍석천(웨딩드레스샵 원장)
- 김용림(박재한의 어머니)
- 최정화(마트직원)
- 최상훈(박재한 지인)
- 박정수(산부인과 원장)
- 이승훈(지선영 전 남편)
- 양형욱(유하은 가방 소매치기범)

## 시청률
최저 시청률과 최고 시청률은 시청률 조사회사와 지역별로 시청률에 차이가 있을 수 있습니다.
| 2014년      | 2014년      | 2014년                  | 2014년                  |
| 회차        | 방송일      | AGB닐슨 시청률          | AGB닐슨 시청률          |
| 회차        | 방송일      | 대한민국(전국)          | 서울(수도권)            |
| ----------- | ----------- | ----------------------- | ----------------------- |
| 제1회       | 4월 7일     | 10.8%                   | 10.8%                   |
| 제2회       | 4월 8일     | 9.9%                    | 10.2%                   |
| 제3회       | 4월 9일     | 9,2%                    | 8.6%                    |
| 제4회       | 4월 10일    | 9.9%                    | 10.2%                   |
| 제5회       | 4월 11일    | 9.0%                    | 9.3%                    |
| 제6회       | 4월 14일    | 9.6%                    | 9.7%                    |
| 제7회       | 4월 15일    | 9.5%                    | 9.7%                    |
| 제8회       | 4월 16일    | 9.6%                    | 9,8%                    |
| 제9회       | 4월 22일    | 9.1%                    | 8.7%                    |
| 제10회      | 4월 23일    | 9.9%                    | 10.2%                   |
| 제11회      | 4월 24일    | 9.9%                    | 10.0%                   |
| 제12회      | 4월 25일    | 10.7%                   | 11.2%                   |
| 제13회      | 4월 28일    | 11.0%                   | 11.3%                   |
| 제14회      | 4월 29일    | 10.2%                   | 10.3%                   |
| 제15회      | 4월 30일    | 10.7%                   | 10.8%                   |
| 제16회      | 5월 1일     | 10.4%                   | 10.5%                   |
| 제17회      | 5월 2일     | 10.5%                   | 10.8%                   |
| 제18회      | 5월 5일     | 7.8%                    | 7.7% 미만               |
| 제19회      | 5월 6일     | 9.3%                    | 9.3%                    |
| 제20회      | 5월 7일     | 10.5%                   | 10.9%                   |
| 제21회      | 5월 8일     | 11.3%                   | 11.3%                   |
| 제22회      | 5월 9일     | 11.0%                   | 11.0%                   |
| 제23회      | 5월 12일    | 10.3%                   | 9.6%                    |
| 제24회      | 5월 13일    | 10.2%                   | 10.1%                   |
| 제25회      | 5월 14일    | 10.7%                   | 10.9%                   |
| 제26회      | 5월 15일    | 10.9%                   | 11.2%                   |
| 제27회      | 5월 16일    | 10.6%                   | 11.2%                   |
| 제28회      | 5월 19일    | 10.7%                   | 10.6%                   |
| 제29회      | 5월 20일    | 10.5%                   | 10.3%                   |
| 제30회      | 5월 21일    | 11.2%                   | 11.0%                   |
| 제31회      | 5월 23일    | 10.8%                   | 10.8%                   |
| 제32회      | 5월 26일    | 11.5%                   | 11.7%                   |
| 제33회      | 5월 27일    | 11.3%                   | 11.7%                   |
| 제34회      | 5월 28일    | 11.4%                   | 11.0%                   |
| 제35회      | 5월 29일    | 11.1%                   | 10.8%                   |
| 제36회      | 5월 30일    | 11.6%                   | 11.2%                   |
| 제37회      | 6월 2일     | 10.8%                   | 10.7%                   |
| 제38회      | 6월 3일     | 12.1%                   | 11.9%                   |
| 제39회      | 6월 4일     | 10.3%                   | 9.5%                    |
| 제40회      | 6월 5일     | 12.7%                   | 12.2%                   |
| 제41회      | 6월 6일     | 9.7%                    | 9.2%                    |
| 제42회      | 6월 9일     | 11.2%                   | 11.6%                   |
| 제43회      | 6월 10일    | 10.8%                   | 10.7%                   |
| 제44회      | 6월 11일    | 1부 : 11.3% 2부 : 11.7% | 1부 : 11.8% 2부 : 12.1% |
| 제45회      | 6월 13일    | 11.0%                   | 11.5%                   |
| 제46회      | 6월 24일    | 10.1%                   | 10.2%                   |
| 제47회      | 6월 25일    | 11.3%                   | 11.5%                   |
| 제48회      | 6월 26일    | 11.2%                   | 11.1%                   |
| 제49회      | 6월 27일    | 11.5%                   | 11.5%                   |
| 제50회      | 7월 3일     | 10.2%                   | 9.6%                    |
| 제51회      | 7월 4일     | 10.6%                   | 10.3%                   |
| 제52회      | 7월 7일     | 10.1%                   | 10.1%                   |
| 제53회      | 7월 8일     | 10.6%                   | 10.2%                   |
| 제54회      | 7월 11일    | 10.5%                   | 10.8%                   |
| 제55회      | 7월 14일    | 11.1%                   | 11.8%                   |
| 제56회      | 7월 15일    | 10.4%                   | 10.4%                   |
| 제57회      | 7월 16일    | 10.0%                   | 9.6%                    |
| 제58회      | 7월 17일    | 10.3%                   | 9.6%                    |
| 제59회      | 7월 18일    | 10.3%                   | 10.1%                   |
| 제60회      | 7월 21일    | 9.9%                    | 9.4%                    |
| 제61회      | 7월 23일    | 10.4%                   | 10.7%                   |
| 제62회      | 7월 24일    | 11.4%                   | 11.2%                   |
| 제63회      | 7월 25일    | 10.1%                   | 9.7%                    |
| 제64회      | 7월 28일    | 10.2%                   | 10.0%                   |
| 제65회      | 7월 29일    | 10.2%                   | 10.0%                   |
| 제66회      | 7월 30일    | 11.0%                   | 11.0%                   |
| 제67회      | 7월 31일    | 10.7%                   | 10.1%                   |
| 제68회      | 8월 1일     | 10.2%                   | 10.4%                   |
| 제69회      | 8월 4일     | 10.2%                   | 10.0%                   |
| 제70회      | 8월 5일     | 10.6%                   | 9.9%                    |
| 제71회      | 8월 6일     | 11.6%                   | 11.8%                   |
| 제72회      | 8월 7일     | 11.0%                   | 10.5%                   |
| 제73회      | 8월 8일     | 12.0%                   | 11.7%                   |
| 제74회      | 8월 11일    | 10.2%                   | 10.1%                   |
| 제75회      | 8월 12일    | 10.1%                   | 10.1%                   |
| 제76회      | 8월 13일    | 10.7%                   | 10.3%                   |
| 제77회      | 8월 15일    | 9.5%                    | 8.9%                    |
| 제78회      | 8월 18일    | 12.0%                   | 11.6%                   |
| 제79회      | 8월 19일    | 11.3%                   | 11.2%                   |
| 제80회      | 8월 20일    | 12.5%                   | 11.8%                   |
| 제81회      | 8월 21일    | 12.8%                   | 13.0%                   |
| 제82회      | 8월 22일    | 12.2%                   | 11.9%                   |
| 제83회      | 8월 25일    | 10.7%                   | 10.3%                   |
| 제84회      | 8월 26일    | 12.1%                   | 11.7%                   |
| 제85회      | 8월 27일    | 11.7%                   | 11.0%                   |
| 제86회      | 8월 28일    | 10.9%                   | 10.9%                   |
| 제87회      | 8월 29일    | 11.7%                   | 11.5%                   |
| 제88회      | 9월 1일     | 11.0%                   | 11.1%                   |
| 제89회      | 9월 2일     | 11.8%                   | 11.9%                   |
| 제90회      | 9월 3일     | 13.0%                   | 12.5%                   |
| 제91회      | 9월 4일     | 13.1%                   | 13.6%                   |
| 제92회      | 9월 5일     | 12.3%                   | 12.5%                   |
| 제93회      | 9월 8일     | 5.4%                    | 6.0% 미만               |
| 제94회      | 9월 9일     | 9.6%                    | 8.3% 미만               |
| 제95회      | 9월 10일    | 12.2%                   | 12.4%                   |
| 제96회      | 9월 11일    | 13.5%                   | 13,4%                   |
| 제97회      | 9월 12일    | 13.5%                   | 13.5%                   |
| 제98회      | 9월 15일    | 12.2%                   | 12.7%                   |
| 제99회      | 9월 16일    | 13.7%                   | 13.3%                   |
| 제100회     | 9월 17일    | 13.2%                   | 13.6%                   |
| 제101회     | 9월 18일    | 13.3%                   | 13.2%                   |
| 제102회     | 9월 19일    | 13.6%                   | 14.0%                   |
| 제103회     | 9월 22일    | 13.5%                   | 12.7%                   |
| 제104회     | 9월 23일    | 13.3%                   | 13.5%                   |
| 제105회     | 9월 24일    | 13.4%                   | 13.0%                   |
| 제106회     | 9월 25일    | 14.1%                   | 14.0%                   |
| 제107회     | 9월 26일    | 13.5%                   | 13.1%                   |
| 제108회     | 9월 29일    | 14.4%                   | 14.4%                   |
| 제109회     | 9월 30일    | 14.1%                   | 14.3%                   |
| 제110회     | 10월 1일    | 13.1%                   | 12.8%                   |
| 제111회     | 10월 2일    | 14.6%                   | 14.7%                   |
| 제112회     | 10월 3일    | 11.9%                   | 10.8%                   |
| 제113회     | 10월 6일    | 14.0%                   | 13.3%                   |
| 제114회     | 10월 7일    | 13.5%                   | 13.2%                   |
| 제115회     | 10월 8일    | 13.8%                   | 13.3%                   |
| 제116회     | 10월 9일    | 12.5%                   | 12.9%                   |
| 제117회     | 10월 10일   | 13.7%                   | 13.8%                   |
| 제118회     | 10월 13일   | 14.2%                   | 13.8%                   |
| 제119회     | 10월 14일   | 14.0%                   | 13.6%                   |
| 제120회     | 10월 15일   | 14.5%                   | 14.7%                   |
| 제121회     | 10월 16일   | 14.7%                   | 14.5%                   |
| 제122회     | 10월 17일   | 15.4%                   | 14.5%                   |
| 제123회     | 10월 20일   | 15.0%                   | 14.3%                   |
| 제124회     | 10월 21일   | 14.6%                   | 14.0%                   |
| 제125회     | 10월 22일   | 15.3%                   | 14.7%                   |
| 제126회     | 10월 23일   | 15.2%                   | 15.0%                   |
| 제127회     | 10월 24일   | 14.7%                   | 14.8%                   |
| 제128회     | 10월 27일   | 14.6%                   | 14.6%                   |
| 제129회     | 10월 28일   | 15.3%                   | 14.3%                   |
| 제130회     | 10월 29일   | 15.4%                   | 14.7%                   |
| 제131회     | 10월 30일   | 15.1%                   | 15.0%                   |
| 제132회     | 10월 31일   | 15.4%                   | 14.8%                   |
| 평균 시청률 | 평균 시청률 | 약 11.7%                | 약 11.6%                |

## 결방과 연장(2014)
- 4월 17일 ~ 4월 21일 : 진도 여객선 침몰 사고 뉴스 특보로 인해 결방
- 5월 22일 : 메이저 리그 생중계 방송으로 인해 결방[2]
- 6월 16일 ~ 6월 23일 : 2014년 브라질 월드컵 생중계 방송으로 인해 결방
- 7월 9일 : 2014 메이저 리그 류현진 선발경기 LA다저스 VS 디트로이트 타이거스 중계방송으로 인해 결방
- 7월 10일 : MBC 뉴스투데이 방송으로 인해 결방[3]
- 10월 1일 : 모두 다 김치 방영 분량이 120부작에서 12회 연장되어 132부작으로 변경 및 확정되었다.

## 수상
- 2014년 MBC 연기대상 연속극 여자우수상 김지영